# Anablepsoides derhami
Anablepsoides derhami es un pez de agua dulce la familia de los rivulines en el orden de los ciprinodontiformes.

## Morfología
Cuerpo alargado y color con manchas rojas y azules, aletas grises, los machos pueden alcanzar los 5 cm de longitud máxima.

## Distribución geográfica
Se encuentran en ríos de Sudamérica, en la cabecera del río Amazonas en Perú.

## Hábitat
Viven en pequeños cursos de agua entre 22 y 26°C, de comportamiento bentopelágico y no migrador.
Es muy difícil de mantener en acuario.